# 本科
本科（ほんか）とは、学校（幼稚園、大学などを含む）において正規に卒業をめざす課程のことである。卒業をめざさず本科より修業年限（最低限必要な在学期間）が短い別科や、当該種別の学校を卒業した者を対象とする専攻科と対比して用いられることが多い用語である。
すべての学校には原則として本科がおかれ、在学生は、本科を卒業すると上級学校に進学する資格を得ることができる。